# Marek Richter
Marek Richter (ur. 29 lutego 1964 w Gdyni) – polski aktor i wokalista.

## Życiorys
W 1989 ukończył Studium Wokalno-Aktorskie im. D. Baduszkowej przy Teatrze Muzycznym w Gdyni. Na scenie zadebiutował 21 stycznia 1989. W latach 1988–1990 występował w Teatrze Muzycznym w Gdyni. W latach 1996–1998 był aktorem Teatru Dramatycznego w Elblągu, a także występował gościnnie w Teatrze im. Jaracza w Olsztynie oraz w latach 2001–2002 w Teatrze Wybrzeże w Gdańsku.
Współtwórca i menedżer Teatru Atelier im. Agnieszki Osieckiej w Sopocie. Występował w tym teatrze w latach 1989–1999.
Poza pracą aktorską Marek Richter zajmuje się także działalnością edukacyjną. Jest wykładowcą w swoim rodzimym studium. Zaangażował się jako animator zajęć teatralnych w Teatrze Junior i w Zespole Szkół Plastycznych w Gdyni.

## Filmografia
- 1997–2008: Klan – pracownik firmy Chojnickiego i Zaburzańskiego
- 2000: Sukces – były partner Tekli
- 2001: Kameleon – „Prezes”
- 2001: Kameleon (serial) – „Prezes”
- 2001–2002: Na dobre i na złe – rehabilitant Kazimierz Zapolski (odc. 67, 69 i 108); rehabilitant Marek (odc. 325)
- 2002–2008: Samo życie – Mikołaj Romanek (Kromanek) „Miki”, człowiek „Stingera” i „Mecenasa”
- 2002: Wiedźmin  – wiedźmin (odc. 1)
- 2003–2008: Na Wspólnej – złodziej samochodu Leszka
- 2004: Czwarta władza
- 2004: Oficer – Francois Deville, wysłannik Jacques’a Rechitina (odc. 2 i 4)
- 2005: Kryminalni – lekarz Andrzej Korczyk (odc. 30)
- 2005: Skazany na bluesa – diler Henio
- 2005: Towar – Balicki
- 2006: Fałszerze – powrót Sfory (odc. 8, 10, 12)
- 2006: Kochaj mnie, kochaj! – ratownik, kochanek Grażyny
- 2006: Oficerowie – Francois Deville (odc. 10)
- 2007: Odwróceni – dowódca antyterrorystów (odc. 1, 7)
- 2007: W stepie szerokim – fotograf Julian Tuwim (nie ten)
- 2008: Wydział zabójstw – menedżer klubu (odc. 15)
- 2008–2010: M jak miłość – Jerzy Karbowski, szef Kuby i Tomka
- 2008: Dla ciebie i ognia – Janusz Kołodziejczak
- 2009: Popiełuszko. Wolność jest w nas – Waldemar Chrostowski
- 2009: Popiełuszko. Wolność jest w nas (serial) – Waldemar Chrostowski
- 2010: Hotel 52 – Stefan (odc. 5)
- 2010: Plebania – dzielnicowy Ignacy Korba
- 2010: Różyczka
- 2011: Czarny czwartek – sierżant ZOMO
- 2011: Rezydencja – prawnik Łukasza (odc. 4)
- 2011: Ojciec Mateusz – Zygmunt Strąk, właściciel wytwórni wody źródlanej (odc. 73)
- 2011: Listy do M. – oficer policji
- 2012: Prawo Agaty – sędzia Firgiński (odc. 25)
- 2013: Lekarze – major Jan Dobrucki (odc. 36)

## Role teatralne
W Teatrze Muzycznym w Gdyni:
- 1989: W Weronie
- 1989: Piaf – Żołnierz
- 1990: Ja kocham Rózię – Herold
- 1998: Wichrowe Wzgórza – Heathcliff
- 2005: Przejście przez morze. Kolęda – Reżyser
- 2006: Footloose. Wrzuć luz – pastor Shaw Moore
- 2006: Kiss me, Kate – Harry Trevor/Baptista Minola
- 2007: Francesco – kardynał Jan San Paolo
- 2008: Piękna i Bestia – Lumiere (Pan Świecznik)
- 2009: My Fair Lady – profesor Henry Higgins
- 2010: Lalka – profesor Geist
- 2010: Spamalot – Lancelot
- 2011: Grease – Uczestnik Zjazdu Adsolwentów Rydell

W Teatrze Atelier w Sopocie:
- 1989: Gwiazda za murem – Dawid
- 1989: HamletMaszyna – Horacy
- 1990: Judith – Holofernes
- 1990: Sen o życiu – Człowiek w płaszczu
- 1991: Cyankali – Komentator
- 1992: Południe – Eric Mac Clure
- 1992: Kwartet – Valmont
- 1994: Weisman i Czerwona Twarz – Czerwona Twarz
- 1994: Hopla żyjemy
- 1995: Wtedy wrócą moje pieśni
- 1995: Wilki – Cadyk
- 1996: Apetyt na śmierć – Anioł Śmierci
- 1996: Jubileusz – Helmut
- 1997: Nie żałuję
- 1997: Do dna – Pasza
- 1998: Darcie pierza – B.
- 1998: Demony – Tomasz
- 1999: Noc i sny
- 1999: To miał być żart
- 1999: Plac Brahmsa – Franciszek Józef I
- 1999: Apetyt na życie

W Teatrze Dramatycznym w Elblągu:
- 1996: Otello – Otello
- 1997: Proces – Titorelli
- 1998: Emigranci – XX

W Teatrze im. Stefana Jaracza w Olsztynie:
- 1999: Czarownice z Salem – John Proctor
- 2001: Lekcja – Profesor
- 2001: Makbet – Makbet

W Opera Nova w Bydgoszczy:
- 2008: My Fair Lady – profesor Henry Higgins

W Teatrze Wybrzeże w Gdańsku:
- 2001: 365 obiadów albo rewia stołowa – Pan Esteta
- 2002: Wyznania łgarza – Charley